# Криминална комедия
Криминалните комедии са филмов жанр, използващ за комедийни цели конвенциите на криминалния жанр.
Сюжетите в криминалните комедии включват престъпна дейност, но престъпленията в тях обикновено са неуспешни или са представени в такава светлина, че зрители да се асоциират с престъпниците, а разследващите ги често са глупави или злонамерени. Някои криминални комедии пародират криминалните филми, преобръщайки клишетата на този жанр или представяйки ги с фарсов тон.